# Вебли (револвер)
Веблијеви револвери (енгл. Webley Revolver), више различитих модела револвера које је произвела британска компанија Вебли&Скот из Бирмингема у периоду од 1853. до 1970. године. Од 1868. били су службено оружје британске полиције, а од 1887. и британске војске.

## Најважнији модели

### Револвер капислар (1853)
Први Веблијев револвер произведен је 1853. године. Као и сви револвери тог доба, био је то револвер капислар, калибра 11,5 мм (0,44 инча) са 5 метака, са обарачем једноставног дејства. Ови револвери нису постигли велики успех на тржишту, због конкуренције у то време веома популарних револвера Адамс.

### Вебли РИЦ (1867)
Први Веблијеви револвери са сједињеним метком (у металној чахури) и обарачем двоструког дејства произведени су 1867. године и од 1868. били су прихваћени као служено оружје Краљевске ирске полиције (енгл. Royal Irish Constabulary), по чему су и добили име. Иако су у то време службени револвери британске војске били револвери Адамс, многи британски официри и војници у коњици су о свом трошку набављали и користили Веблијеве револвере. Масовно су коришћени у Англо-зулу рату 1879. године са великим успехом, иако су се у пракси показали непрецизним на удаљеностима већим од 25 јарди (23 м).

### Вебли Булдог (1878)
Потреба за компактним, џепним револверима намењеним полицији и цивилном тржишту довела је до развоја Веблијевих џепних револвера веома кратке цеви, популарно названих Булдог.

### Војни револвери (Марк I-VI)
За разлику од дотадашњих револвера са рамом из једног дела (који су се пунили веома споро), Вебли је 1880. произвео нови модел са преламајућим телом и аутоматским избацивачем чаура, који се пунио брзо и био погоднији за војну службу. Од 1887. ови револвери усвојени су као службено оружје британске војске, заменивши компликоване и непопуларне револвере Енфилд.